# Anna Maria Wagemann

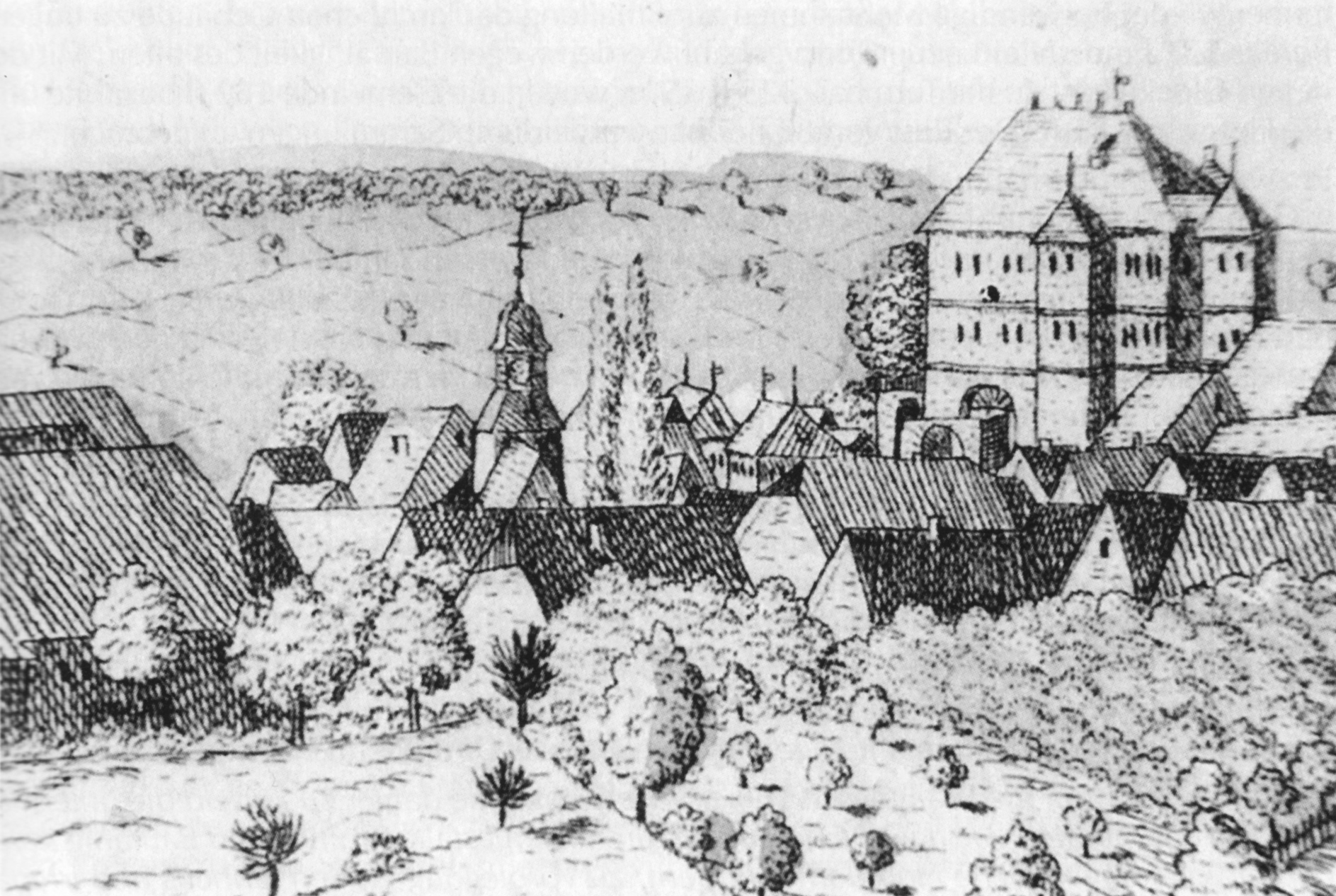
Die Ortsmitte von Fürfeld um 1820, Zeichnung von Christoph Ludwig Yelin

Anna Maria Wagemann (* um 1650 in Neipperg; † 5. Februar 1717 in Fürfeld) wurde Opfer eines Hexenprozesses und 1717 öffentlich verbrannt. Der Prozess wurde von Johann Dietrich von Gemmingen als Fürfelder Grund- und Gerichtsherr geleitet. Neben Anna Maria Wagemann waren auch ihre Schwiegertochter Anna Margarethe Wagemann sowie zwei minderjährige Enkelinnen angeklagt. Die Juristenfakultät der Universität Tübingen prüfte die Prozessprotokolle und stimmte dem Todesurteil über die Hauptangeklagte zu. Das Urteil wurde am 5. Februar 1717 auf dem Fürfelder Richtplatz durch den Scharfrichter Georg Adam Ostertag vollstreckt. Es handelte sich um die letzte bekannte Hexenverbrennung im Kraichgau.

## Leben
Anna Maria Wagemann wurde in Neipperg geboren. Ihr genaues Geburtsdatum ist unbekannt, da sie selbst beim Prozess 1716 ihr Alter nur ungenau mit 66 oder 67 Jahren angeben konnte. Um 1670 war sie in Stetten am Heuchelberg im Gasthof Lamm tätig, vom Knecht des Pächters gebar sie ein uneheliches Kind. Später kam sie über ihre Heirat mit dem Fürfelder Hans Michael Wagemann nach Fürfeld, wo sie zwei weitere Kinder zur Welt brachte. Im Ort wurde sie auch die Wilmerin genannt. Ihr Leben war von Armut bestimmt, und sie kannte sich mit Heilkräutern aus.
Zum Hexenprozess gegen sie kam es aufgrund von Verleumdungen aus dem Familienkreis. Vor allem ihre Schwiegertochter Anna Margaretha Wagemann, deren Verbindung mit dem Sohn die Mutter nicht begrüßt hatte, versäumte keine Gelegenheit, gegenüber anderen gegen die vermeintliche Hexe zu agitieren. Sie meinte z. B., die Schwiegermutter in einer ihr bei der Feldarbeit zusetzenden Bremse zu erkennen und führte den Tod einer Ziege auf ihre Hexerei zurück. Sie unterstellte der Schwiegermutter auch, ihrem Sohn einst ein Wolfsherz verfüttert zu haben, damit dieser böse werde.
Nach unzähligen Vorwürfen kam es schließlich ab dem 18. Mai 1716 zu einem Hexenprozess. Neben Johann Dietrich von Gemmingen als Grund- und Gerichtsherr gehörten dem Gericht noch der Konsulent des Ritterkantons Kraichgau, Johann Balthasar Müller, der Gemmingensche Amtmann in Bonfeld, Johann Peter Heydrich, der Fürfelder Schultheiß Johannes Bullinger sowie drei Gerichtspersonen an. Bis zum November 1716 wurde an insgesamt 33 Tagen verhandelt.
Die ersten Gerichtstage waren vor allem durch Zeugenverhöre bestimmt. Zunächst wiederholte die 38-jährige Schwiegertochter Anna Margaretha die erhobenen Vorwürfe, geriet aber dabei selbst in den Verdacht der Hexerei. Nach dem zweiten Verhandlungstag ließ das Gericht die Wohnungen beider Angeklagter durchsuchen. Unter anderem fand man einen Eidechsenkopf und ein am Kamin aufgehängtes Säcklein mit Erbsen.
Am 22. Mai 1716 wurde die 9-jährige Regina Barbara, Enkelin der Anna Maria Wagemann, befragt. Diese behauptete, von der Großmutter zur Hexerei angestiftet und darin unterwiesen worden zu sein. Anderntags befragte man die 12-jährige Enkelin Eva Catharina, die jedoch während der Befragung einen krampfartigen Anfall erlitt. Nach einigen Stunden Ruhe brachte man das Kind ins Fürfelder Pfarrhaus, wo es zunächst keine Angaben zur Hexerei machte, auf weitere Befragungen dann aber auch einräumte, ebenfalls von der Großmutter in der Hexerei unterwiesen worden zu sein. Später erlitt das Mädchen im Pfarrhaus einen neuerlichen Anfall. Am folgenden Tag gab das Mädchen Misshandlungen durch einen Spielmann bei einem gemeinsamen Festbesuch mit der Großmutter zu Protokoll. Das Mädchen wurde von der Frau des Dorfschützen am gesamten Körper untersucht, es konnten jedoch keine Wundmale gefunden werden. Anschließend erlitt das Mädchen einen neuerlichen Anfall. Später bekräftigte sie den Misshandlungsvorwurf nochmals, gab nun aber an, dass kein Spielmann, sondern der Teufel mit ihr gehurt habe. Wenige Tage später meinte der Fürfelder Pfarrer, einen Streich auf der linken Backe im ansonsten leeren Schlafzimmer zu verspüren. Anna Margaretha Wagemann gab gleichzeitig zu Protokoll, dass ihre Tochter Eva Catharina neue unerklärliche Wundmale aufweise. Beide Effekte schrieb man übernatürlichen Kräften zu. Das anfallskranke Mädchen wurde erneut verhört und gab an, dass bereits der Großvater die Großmutter der Hexerei bezichtigt habe. Am 30. Mai 1716 bestätigte auch Christian Zeister, Sohn der Angeklagten, dass seine Mutter ein zänkisches Weib sei und bereits der Großvater sie der Hexerei beschuldigt habe.
Unterdessen hatte man die Angeklagte und auch die Schwiegertochter bereits verhaftet. Über die Zustände im Fürfelder Gefängnis gibt es keine verlässlichen Angaben. Die Schwiegertochter Anna Margarethe gab später an, an Händen und Füßen gefesselt unter offenem Himmel verwahrt worden zu sein, die Kleider seien ihr vor Feuchtigkeit vom Leib gefault und in den Fetzen habe sich Ungeziefer eingenistet, so dass sie sich oft nackt im Stroh aufgehalten habe. Die Mahlzeiten seien stark versalzen und ungenießbar gewesen. Als Gefängniswächter fungierten oft Angehörige der Angeklagten. Da diese den Prozess überhaupt erst angestrebt hatten, ist nicht auszuschließen, dass sie sich die Gunst der Stunde zu Nutze machten und Misshandlungen an den der Hexerei bezichtigten Frauen begingen.
Am 4. Juni 1716 wurde die Angeklagte erstmals selbst verhört. Man lastete ihr neben allgemeinen Vorwürfen wie dem Besprechen von Menschen, dem mangelnden Glauben usw. vor allem an, dass sie sich eines Tages auffallend schnell aus dem Haus ihres Schwiegersohns Christian Zeister entfernt hatte, nachdem sie dort ein Brot abgegeben hatte. Dieser Begebenheit schrieb man die Schuld an der Erkrankung eines ihrer Enkelkinder, das Ausbleiben der Muttermilch bei der Mutter im Kindbett, den Tod eines Kalbs und weitere schädliche Folgen zu. In ihren verzweifelten Angaben zu ihrer Verteidigung klingt auch der Misshandlungsvorwurf gegenüber den Gefängniswärtern an. Sie bat darum, anderntags im Gefängnis verhört zu werden. Dort gab sie eine Unterredung mit dem Teufel in der Gefängniszelle sowie Hexentänze an den Richtplätzen in Treschklingen und Wimpfen zu Protokoll. Am 15. Juni widerrief sie gegenüber Amtmann Heydrich zunächst ihre bisherigen Aussagen, ließ Heydrich jedoch nochmals rufen und berichtete daraufhin erneut von Hexenwerk.
In den darauffolgenden Tagen verschlechterte sich der Zustand der Angeklagten. Ihr Gesicht wies rote Flecken und Kratzer auf, ihr Gewand war voll Blut und Eiter. Sie behauptete, im Gefängnis vom Teufel ins Gesicht und auf den Rücken geschlagen worden zu sein. Ein Sachverständiger stellte fest, dass es sich um keine neuen, sondern um ein bis zwei Wochen alte Wunden handele. Die Angeklagte gestand und widerrief die gegen sie erhobenen Vorwürfe unterdessen in rascher Folge. Sie wies außerdem mehrfach neuerliche Wundmale auf und gab abermals zu Protokoll, vom Teufel im Gefängnis misshandelt worden zu sein. Unter anderem habe er ihr mit einem heißen Messer ein Zeichen an der Scham eingeritzt. Der zur Begutachtung herangezogene Nachrichter Georg Adam Ostertag und seine Frau bestätigten, besagtes Zeichen vorgefunden zu haben.
Am 8. Oktober wurde erneut die Schwiegertochter Anna Margaretha Wagemann vernommen, die sich selbst ent- und die Schwiegermutter belastete. Auch die Enkelin Eva Catharina belastete erneut die Großmutter, bevor sie wegen starker Leibschmerzen nach Hause gebracht wurde. Anderntags hatte sie einen harten aufgeblähten Bauch und gab an, zweimal mit dem Teufel Unzucht getrieben zu haben.
Am 17. Oktober 1716 hörte das Gericht insgesamt zwölf Zeugen, die allesamt angaben, durch Anna Maria Wagemann auf verschiedene Art geschädigt worden zu sein, ohne konkrete Tatvorwürfe erheben zu können. Der Schmied Mattes Schrottner bezichtigte sie der Schädigung eines Ochsen und eines Huhns, der Schneider Hans Georg Oberkogler bezichtigte sie, in seiner Jugendzeit aus der Ferne an seinen Brüsten gesogen zu haben, die Witwe Mayer brachte einen eingetrockneten Baum mit der Angeklagten in Verbindung, die Witwe Radon sah in der Wilmerin eine Ursache für den Tod einer Kuh mit Kalb. Weitere Zeugen brachten die Wilmerin mit diffusen Beklemmungsgefühlen in Verbindung.
Am 18. November wurde das abschließende, 879 Seiten umfassende Protokoll der Verhöre verlesen und unterschrieben. Die Freiherren von Gemmingen besaßen in Fürfeld seit 1593 zwar die Hohe Gerichtsbarkeit, wandten sich aber bei schwerwiegenden Prozessen stets an die Rechtsgelehrten einer Universität. Daher ging das Protokoll an das Tübinger Juristenkollegium, das die Angeklagte wegen der von ihr begangenen Missetat der Hexerei und Zauberey gemäß Artikel 109 der Constitutio Criminalis Carolina zum Tode durch den Scheiterhaufen verurteilte. Das Urteil sah im Einzelnen vor, dass man vor der Vollstreckung noch einen Versuch zur Rettung der Seele der Angeklagten unternehmen solle und dass es dem Scharfrichter freigestellt sei, das Leiden der Angeklagten bei Vollzug der Strafe durch Erwürgen oder durch ein um den Hals gehängtes Beutelchen mit Sprengstoff zu verkürzen. Die Schwiegertochter Anna Margaretha Wagemann konnte nicht eindeutig der Hexerei überführt werden, weswegen man sie freisprach und anriet, künftig auf sie fleißig Achtung zu geben. Die beiden minderjährigen Enkelinnen, die man als von der Großmutter zur Hexerei verführt erachtete, wurden dazu verurteilt, der Urteilsvollstreckung beizuwohnen, eine (im Falle der Älteren empfindliche) Züchtigung mit der Rute zu erhalten und in einem besonderen Gottesdienst öffentlich ihre Sünden zu bekennen.
Das Todesurteil wurde am 5. Februar 1717 auf dem Richtplatz beim Fürfelder Eichwäldle durch Georg Adam Ostertag vollstreckt. Auch die Schwiegertochter Anna Margarethe musste der Hinrichtung beiwohnen und wurde nach geleisteter Urfehde aus Fürfeld und allen sonstigen Orten im Besitz der Freiherren von Gemmingen ausgewiesen.
Im Jahr 1750 klagte die inzwischen in Wetzlar lebende Anna Margarethe Wagemann vor dem Reichskammergericht gegen die Freiherren von Gemmingen wegen des 33 Jahre zurückliegenden Hexenprozesses. Sie forderte Schadenersatz für die unwürdige, 40 Wochen andauernde Inhaftierung sowie die Wiederaufnahme in Fürfeld. Über den Ausgang der Klage ist nichts bekannt.